# Walser (Familienname)
Walser ist ein deutscher Familienname.

## Namensträger

### A
- Albert Walser (1918–1974), Schweizer Internist und Hochschullehrer
- Alexander Walser (* 1976), schweizerisch-liechtensteinischer Musiker, Komponist und Produzent
- Alissa Walser (Pseudonym Fanny Gold; * 1961), deutsche Schriftstellerin und Übersetzerin
- Andreas Walser (1908–1930), Schweizer Maler, Dichter und Fotograf
- Andreas Victor Walser (* 1976), Schweizer Althistoriker
- Angelika Walser (* 1968), deutsche Moraltheologin

### C
- Céline Walser (* 1998), Schweizer Squashspielerin
- Christoph Walser (* 1975), österreichischer Unternehmer und Politiker

### D
- Derrick Walser (* 1978), kanadischer Eishockeyspieler
- Dietmar Walser (* 1960), österreichischer Fotograf und Alpinist
- Don Walser (1934–2006), US-amerikanischer Musiker

### E
- Eduard Walser (1863–1949), Schweizer Politiker
- Emil Walser (1909–1972), Schweizer Komponist und Volksmusiker
- Emmy Walser (1899–1992), Schweizer Kindergärtnerin und Reformpädagogin
- Erich Walser (1947–2014), Schweizer Manager
- Ernst Walser (1878–1929), Schweizer Romanist und Hochschullehrer
- Erwin Walser (1911–1999), deutscher Augenarzt und Hochschullehrer
- Ewald Walser (* 1947), österreichischer Maler, Grafiker und Hochschullehrer

### F
- Franziska Walser (* 1952), deutsche Schauspielerin
- Friedrich Walser (Architekt) (auch Friedrich Walser-Hindermann; 1841–1922), Schweizer Architekt
- Friedrich Walser (Politiker) (auch Fritz Walser; 1870–1950), liechtensteinischer Politiker (FBP)
- Fritz Walser (1899–1945), deutscher Historiker und Hochschullehrer

### G
- Gabriel Walser (1695–1776), Schweizer Pfarrer, Historiker und Geograph
- Georges Walser (1883–1943), französischer Flottillenadmiral
- Gerold Walser (1917–2000), Schweizer Althistoriker

### H
- Hans Walser (Mathematiker) (* 1944), Buchautor und Lehrbeauftragter für Mathematik an mehreren Schweizer Hochschulen
- Hans H. Walser (1920–2022), Schweizer Psychiater und Medizinhistoriker
- Hans-Peter Walser (* 1964), Schweizer Berufsoffizier und Korpskommandant
- Harald Walser (* 1953), österreichischer Politiker und Pädagoge
- Heinrich P. Walser-Battaglia (1895–1968), Schweizer Genealoge und Heraldiker
- Herbert Walser (* 1967), österreichischer Musiker
- Hermann Walser (1870–1919), Schweizer Geograf und Hochschullehrer
- Hermann Wipf-Walser (1893–1953), Schweizer Wasserbauingenieur
- Hugo Walser (1940–2005), liechtensteinischer Leichtathlet

### I
- Iris Zangerl-Walser (* 1966), österreichische Politikerin (ÖVP)

### J
- Johann Jakob Walser (1789–1855), Schweizer Theologe und Pfarrer
- Johann Ulrich Walser (1798–1866), Schweizer Theologe, Pfarrer, Publizist und Politiker
- Johanna Walser (* 1957), deutsche Schriftstellerin und Übersetzerin
- Johannes Walser (Unternehmer, 1739) (1739–1805), Schweizer Kaufmann
- Johannes Walser (Unternehmer, 1773) (1773–1833), Schweizer Kaufmann

### K
- Karin Walser (1950–2004), deutsche Feministin und Geschlechterforscherin
- Karl Walser (1877–1943), Schweizer Maler, Bühnenbildner und Illustrator
- Karl Walser (Regierungspräsident) (1892–1982), deutscher Regierungspräsident
- Katharina-Johanna Walser, siehe Johanna Walser
- Kurt Walser (* 1929), deutscher Tiermediziner und Hochschullehrer für Gynäkologie und Geburtshilfe der Tiere

### L
- Ludwig Walser (1936–2016), Schweizer Innenarchitekt und Möbeldesigner

### M
- Manuel Walser (* 1989), Schweizer Sänger (Bariton)
- Mark Walser (* 1975), liechtensteinischer Fußballspieler
- Martin Walser (1927–2023), deutscher Schriftsteller
- Monika Walser (* 1965), Schweizer Managerin

### N
- Nico Walser (* 1965), deutscher Kabarettist

### P
- Paul F. Walser (1923–1984), deutsch-schweizerischer Journalist
- Paul L. Walser (1936–2010), Schweizer Journalist und Zeichner
- Peter Walser (1871–1938), Schweizer Geistlicher

### R
- Raphael Walser (* 1988), Schweizer Jazzmusiker
- Reinhard C. Meier-Walser (* 1957), deutscher Politikwissenschaftler
- Reinhold Walser (* 1967), österreichischer Physiker
- Richard Walser (1897–1945), österreichischer Politiker (CSP)
- Robert Walser (1878–1956), Schweizer Schriftsteller
- Rolf Walser (* 1968), Schweizer Politiker (SP)
- Rudolf Walser (* 1941), Schweizer Wirtschaftswissenschaftler

### S
- Samuel Walser (* 1992), Schweizer Eishockeyspieler
- Sandra Walser (* 1976), Schweizer Historikerin, Fotografin und Reiseleiterin
- Simon Walser (1812–1900), Schweizer Dichter, Mathematiker und Satiriker
- Sven Walser (1963–2023), deutscher Schauspieler

### T
- Theresia Walser (* 1967), deutsche Schriftstellerin
- Thomas Walser (* 1982), Schweizer Eishockeyspieler

### U
- Urs Walser (1945–2021), deutscher Landschaftsarchitekt

### W
- Walter Walser (1927–1978), österreichischer Mörder
- Willi Walser (1921–1981), Schweizer Textilunternehmer und Politiker